# Hauptwache
 (juillet 2025).
Si vous disposez d'ouvrages ou d'articles de référence ou si vous connaissez des sites web de qualité traitant du thème abordé ici, merci de compléter l'article en donnant les références utiles à sa vérifiabilité et en les liant à la section « Notes et références ».

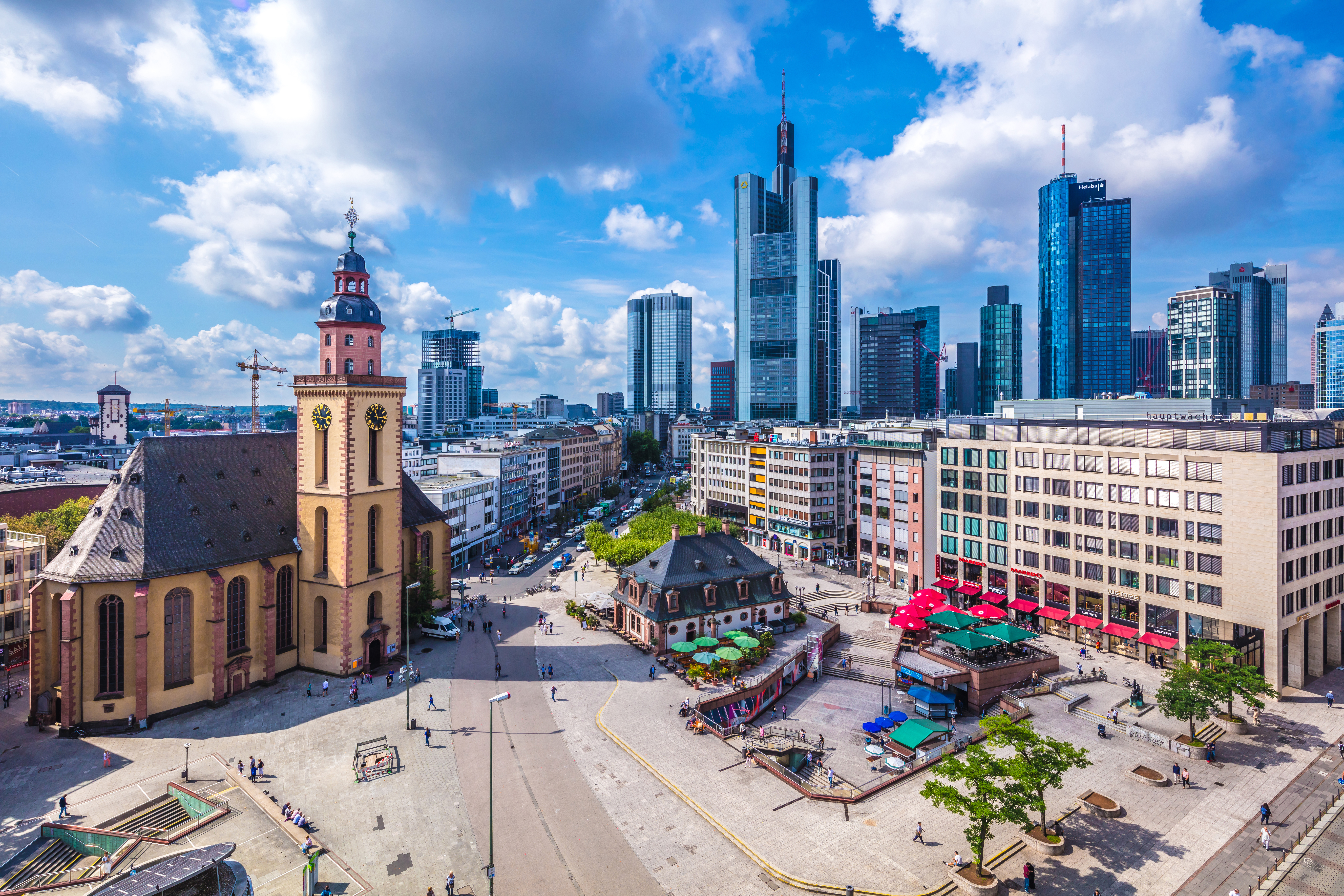

La place de la Hauptwache (en allemand An der Hauptwache) est un point central de Francfort-sur-le-Main et est l'une des places les plus célèbres de la ville. Le nom original Schillerplatz a été remplacé dans les années 1900.

## Histoire
La Hauptwache (Garde principale) est le bâtiment baroque qui lui a donné le nom, construit en 1730. Il fut le siège de la milice municipale, lorsque Francfort était une ville-État indépendante et comportait une prison. Au XVIIIe siècle Francfort avait encore des remparts et sa propre armée. En 1833, au cours de la Wachensturm Frankfurter, la Hauptwache est prise d'assaut par une force révolutionnaire de petite taille qui échoue finalement. Quand la Prusse annexa la ville en 1866 et a repris les activités militaires, la Hauptwache perdit ce rôle sécuritaire.
La prison a cependant subsisté et la Hauptwache est également devenu un poste de police. En 1904, le bâtiment devient un café et en reste toujours un à ce jour. Incendié au cours des bombardements de 1944, il a été rouvert sous une forme provisoire en 1954.
En 1967, avec la construction du tunnel ferroviaire par la ville, il a été démonté afin qu'il puisse être déplacé et reconstruit. La place a subi une nouvelle rénovation importante lorsque la station de S-Bahn de trains de banlieue a été ouverte en 1978.
Aujourd'hui, la station de la Hauptwache est l'un des points de croisement les plus importants du système de transport public de Francfort. Huit des neuf lignes RER desservant la gare, ainsi que cinq des sept lignes de U-Bahn.

## La place
La place a été remaniée à plusieurs reprises. Son aspect actuel est marqué par une terrasse en contrebas menant au quartier piétonnier souterrain avec des magasins et la station de transport public.
La place contient un certain nombre de différents styles architecturaux. En dehors de la Hauptwache baroque elle-même, les bâtiments environnants sont principalement d'architecture récente à cause des dégâts de la guerre.
- (en) Cet article est partiellement ou en totalité issu de l’article de Wikipédia en anglais intitulé « Hauptwache (Frankfurt am Main) » (voir la liste des auteurs).